# Pandanales
Pandanales es el nombre de un taxón de plantas ubicado en la categoría taxonómica de orden, utilizado en sistemas de clasificación modernos como el sistema de clasificación APG III del 2009 y el APWeb, y está circunscripto obligadamente por la familia Pandanaceae, entre otras. En el pasado el orden estuvo circunscripto por familias muy distintas en diferentes sistemas de clasificación, pero los análisis moleculares de ADN avalan su circunscripción por las familias que posee actualmente, lo cual resultó de alguna forma inesperado, porque no hay sinapomorfias muy impresionantes fuera de las moleculares que unan entre sí a los integrantes de este clado. Además, muchas de las familias que lo componen se parecen morfológicamente a otros clados (por ejemplo, Velloziaceae había sido anteriormente asociada con Bromeliaceae, Triuridaceae con las Alismatales, y Stemonaceae con Dioscoreaceae, mientras que se creía que Pandanaceae y Cyclanthaceae poseían una relación con Arecaceae o con Araceae). El orden posee una distribución pantropical, y en su hábito incluye palmas, árboles, arbustos, lianas, y hierbas.

## Descripción
Introducción teórica en Terminología descriptiva de las plantas
Presentan cofia nucelar ("nucellar cap") y embrión diminuto. A la fecha de edición del artículo (agosto de 2008)[cita requerida] no se cuenta con información suficiente sobre el tipo de endosperma.
Rudall et al. (2005b) notan que la meristicidad o número de piezas por verticilo (de hecho, la arquitectura floral como un todo) es más bien lábil en este orden.

## Diversidad
La diversidad taxonómica de las monocotiledóneas está presentada en detalle por Kubitzki (1998, 2006).
A continuación se provee una lista de la diversidad de Pandanales. Las descripciones son deliberadamente incompletas. Para más información siga los enlaces.
| Las velloziáceas son xeromórficas y a veces arborescentes (pero el "tronco" está hecho principalmente por raíces adventicias), pueden ser reconocidas por sus hojas trísticas con bases persistentes y márgenes espinosos. Las inflorescencias son terminales, si bien muchas veces parecen axilares, y muchas veces son de una sola flor. Las flores son más bien grandes con tépalos petaloideos y un largo estilo, puede haber una corona, y los estambres pueden ser muchos. Debido a su parecido superficial a veces se las asoció con las bromeliáceas. La velloziácea basal es Acanthochlamys bracteata, que es bastante diferente del resto: es una hierba rizomatosa y cespitosa con hojas espiraladas con lígula basal rodeando el tallo. El escapo de la inflorescencia tiene una anatomía muy distintiva, "como una hoja envainando un rizoma". La especie está distribuida en el sudeste del Tíbet y el sudoeste de China. El resto de las especies están distribuidas en el centro de Sudamérica y el centro y sur de África (incluyendo a Madagascar, y llegando también a Arabia). |
| Las triuridáceas son principalmente pequeñas saprófitas sin clorofila micoheterotróficas, con pequeñas flores que tienen tépalos punteados y muchos carpelos separados, y el fruto con una superficie muy irregular. Poseen una distribución pantropical, si bien están pobremente representadas en África. Triuridaceae en otras clasificaciones sin información molecular, solía ser asociada con las Alismatales. |
| Las stemonáceas están distribuidas desde el sur de China y Japón hasta el norte de Australia. Pueden ser reconocidas por sus hojas elegantes con pecíolo, a veces una vena media distintiva, y venas longitudinales de muy cercanas a distantes, también hay venas cruzadas conspicuas. Cuando están secas, usualmente las hojas son muy delgadas. Las inflorescencias son axilares y las flores son tetrámeras o pentámeras. El tallo es erecto. Debido al parecido superficial (principalmente la venación de las hojas) a veces se las asoció con las dioscoreáceas. |
| Las pandanáceas se encuentran desde el centro oeste de África, pasando por Madagascar, hasta el sur de China y norte de Australia, y el este de las islas del Pacífico. Son plantas leñosas con hojas simples y envainadoras, largas, dentadas espinosas, que en la yema son curvadas aplanadas. La inflorescencia es terminal y usualmente elongada-capitada, y el perianto es como mucho vestigial. |
| Las ciclantáceas están distribuidas en Sudamérica central y tropical. Son más o menos herbáceas y tienen hojas grandes, pecioladas, plegadas, dentadas o profundamente divididas. La inflorescencia es espadiciforme y las flores tienen un ovario más o menos ínfero. Cyclanthus puede ser reconocido por sus hojas bífidas (o por una vena media bífida) y un espádice distintivo con flores espiraladas. Si bien Cyclanthaceae puede ser confundida con las palmeras, sus pecíolos son usualmente mucho menos duros que los de las palmeras, y pueden ser redondeados. |

## Filogenia
Introducción teórica en Filogenia
En la publicación de Chase et al. (2005), el clado que agrupa conjuntamente a Dioscoreales y Pandanales fue encontrado como hermano de todas las monocotiledóneas salvo Acorales, Alismatales y Petrosaviales. Una relación cercana entre Pandanales y Dioscoreales no fue observada hasta este análisis que incluyó 7 genes (Chase et al. 2005), en el que este par de órdenes recibió un 92 % de apoyo en el análisis bootstrap. Sin embargo, no se conocen caracteres que no sean de ADN que unan a estos dos órdenes.
Pandanales comprende cinco familias. Dentro de Pandanales, Cyclanthaceae (12 géneros, 225 especies, América tropical) y Pandanaceae (3 géneros, 805 especies, del oeste de África al Pacífico) forman un clado con buen apoyo, del que es hermano Stemonaceae (3 géneros, 25 especies, este de Asia tropical a Australia con un género disyunto en el este de Norteamérica). Los parientes más cercanos de Triuridaceae (8 géneros, 48 especies, pantropical) y de Velloziaceae (9 géneros, 240 especies, más o menos pantropical) dentro de Pandanales aún no están claros. El cladograma sería el siguiente (según el APW, todas las ramas con más de 80 % de apoyo en el análisis bootstrap):
|  | Stemonaceae                                                   |
|  |                                                               |
|  | \| \| Pandanaceae \| \| \| \| \| \| Cyclanthaceae \| \| \| \| |
|  |                                                               |
|  | Pandanaceae                                                   |
|  |                                                               |
|  | Cyclanthaceae                                                 |
|  |                                                               |

|  | Pandanaceae   |
|  |               |
|  | Cyclanthaceae |
|  |               |

|  | Stemonaceae                                                   |
|  |                                                               |
|  | \| \| Pandanaceae \| \| \| \| \| \| Cyclanthaceae \| \| \| \| |
|  |                                                               |
|  | Pandanaceae                                                   |
|  |                                                               |
|  | Cyclanthaceae                                                 |
|  |                                                               |

|  | Pandanaceae   |
|  |               |
|  | Cyclanthaceae |
|  |               |

|  | Stemonaceae                                                   |
|  |                                                               |
|  | \| \| Pandanaceae \| \| \| \| \| \| Cyclanthaceae \| \| \| \| |
|  |                                                               |
|  | Pandanaceae                                                   |
|  |                                                               |
|  | Cyclanthaceae                                                 |
|  |                                                               |

|  | Pandanaceae   |
|  |               |
|  | Cyclanthaceae |
|  |               |

|  | Stemonaceae                                                   |
|  |                                                               |
|  | \| \| Pandanaceae \| \| \| \| \| \| Cyclanthaceae \| \| \| \| |
|  |                                                               |
|  | Pandanaceae                                                   |
|  |                                                               |
|  | Cyclanthaceae                                                 |
|  |                                                               |

|  | Pandanaceae   |
|  |               |
|  | Cyclanthaceae |
|  |               |

Los detalles de la filogenia del orden fueron tomados de Behnke et al. (2000) y especialmente Caddick et al. (2002a) y Davis et al. (2004, en ninguno de ellos fue incluido Triuridaceae). Janssen y Bremer (2004, de nuevo no incluyeron a Triuridaceae) sugieren unos parentescos un poco diferentes. Rudall y Bateman (2006), en un análisis morfológico del orden, encontraron otra topología, en particular, Triuridaceae estaba anidada dentro de Stemonaceae, pero sin un apoyo  muy grande del análisis bootstrap (50³%). Hay algunos caracteres morfológicos que apoyarían esta posición, por ejemplo, la existencia de filamentos gruesos, los carpelos libres, y la morfología del polen.
Toda esta agrupación de familias fue de alguna forma inesperada. Stevenson et al. (2000) sugieren posibles caracteres para el orden y los grupos de familias dentro de él, entre los que se incluyen una deleción de 6 pares de bases en el gen atpA y un androceo distintivo conado, otra sinapomorfia pueden ser los óvulos tenuinucelados, y el endosperma con almidón es común en el orden. La deleción está ausente en Talbotia (Velloziaceae), y no está claro si se halla en Barbaceniopsis (cf. Davis et al. 2004).
El parentesco cercano entre Cyclanthaceae y Pandanaceae ha sido sugerido desde hace mucho tiempo (por ejemplo en Dahlgren et al. 1985), y las dos familias son taxones hermanos en los análisis morfológicos de Chase et al. (1995b) y Stevenson y Loconte (1995). Cyclanthaceae y Pandanaceae comparten los haces compuestos en sus tallos, las flores imperfectas, y un fruto indehiscente sincarpo, y un cotiledón no fotosintético. Estas dos familias tienen muchas instancias de gigantismo y pueden ser o largas enredaderas (Cyclanthaceae y Pandanaceae) o grandes hierbas arborescentes (Pandanaceae). En el pasado, Pandanaceae y Cyclanthaceae han sido muchas veces asociadas con Araceae o Arecaceae. Por ejemplo Cronquist (1981) relacionó a las aráceas con Pandanaceae/Cyclanthaceae debido a la morfología de su inflorescencia, que tiene espata, pero este carácter está presente en un amplio rango de taxones no relacionados en las monocotiledóneas (por ejemplo, en algunas familias de Alismatales, en Araceae, en Cyclanthaceae, en Pandanaceae, en Arecaceae). 
Stemonaceae, una pequeña familia de enredaderas, previamente había sido asociada con Dioscoreaceae (por ejemplo en Cronquist 1981, Dahlgren et al. 1985), su asociación con Cyclanthaceae y Pandanaceae en los análisis moleculares de ADN ha sido totalmente inesperada. Stemonaceae fue sólo levemente apoyada como relacionada con (Cyclanthaceae + Pandanaceae) en el análisis de Chase et al. (1995a), pero en el análisis de 3 genes de Chase et al. (2000) y D. Soltis et al. (2000), Pandanales recibió un apoyo muy fuerte (99% de "bootstrap" o "jacknife"). Con Cyclanthaceae y Pandanaceae, comparten flores tetrámeras (o al menos no trímeras) y la placentación parietal, difieren en tener hojas anchas con pecíolo y venación reticulada y un fruto indehiscente.
Velloziaceae, que tiene una relación cercana con los taxones recién mencionados, también fue una sorpresa. Velloziaceae fue frecuentemente ubicada junto con Bromeliaceae, como en Dahlgren et al. (1985). En D. Soltis et al. (2000), Velloziaceae es hermana de Stemonaceae, una relación que recibió bajo apoyo (75 % de "jacknife"), pero en el análisis de Chase et al. (2005), recibe un 100 % de apoyo "bootstrap" como hermano de todos los demás Pandanales si Triuridaceae (representada solamente por su secuencia de ADNr 18S) es excluida del análisis. Los caracteres que apoyen la posición de Velloziaceae en Pandanales son desconocidos, todos los Pandanales tienen embriones pequeños y una cofia nucelar ("nucellar cap"), pero éstas no son sinapomorfias particularmente impresionantes. Velloziaceae puede volverse leñoso, pero lo logra de la misma forma que Pandanaceae, volviéndose hierbas gigantes con tallos endurecidos. Algunos autores (por ejemplo Behnke 2000) han considerado a Acanthochlamys demasiado diferente del resto de las Velloziaceae como para ser incluido en la familia, pero su posición como hermano de Velloziaceae sensu stricto está bien sostenida por lo que para otros autores (como Soltis et al. 2005) parece mejor dejarlo como un género divergente de la familia.
La inesperada posición de Triuridaceae en las monocotiledóneas está actualmente basada en dos trabajos, uno que utilizó solamente su ADNr 18 (Chase et al. 2000), y el de Graham et al. (2006). Sus relaciones de parentesco también fueron inesperadas, la mayoría de los autores habían considerado a Triuridaceae como relacionada con Alismatales porque comparten muchos caracteres (y fue ubicado ahí en el análisis morfológico de Chase et al. 1995b, pero no en el de Stevenson y Loconte 1995). La posición de las anteras dentro del verticilo de los carpelos en Lacadonia y la complejidad y diversidad de flores en Triuridaceae han llevado a algunos autores a especular que, como muchas otras familias de Pandanales (por ejemplo Cyclanthaceae y Pandanaceae), las "flores" de Triuridaceae son en realidad inflorescencias (Rudall 2003).
La familia Nartheciaceae tuvo tendencia a estar asociada con Pandanales en lugar de estarlo con Dioscoreales, que es donde se la ubica hasta agosto de 2008.

## Taxonomía
Introducción teórica en Taxonomía
El orden fue reconocido por el APG III (2009), el Linear APG III (2009) le asignó los números de familia 47 a 51. El orden ya había sido reconocido por el APG II (2003).
El sistema APG III (2009) y el APG II (2003), las colocan en las monocotiledóneas, y consisten en cinco familias, los números de familia asignados según el LAPG III (2009):
- Triuridaceae (familia n.º 47)
- Velloziaceae (familia n.º 48)
- Stemonaceae (familia n.º 49)
- Cyclanthaceae (familia nº50)
- Pandanaceae (familia n.º 51)

La circunscripción en APG II es un ligero cambio al sistema APG de 1998, que usa la circunscripción:
- Velloziaceae
- Stemonaceae
- Cyclanthaceae
- Pandanaceae

En el sistema Cronquist (1981) el orden están en la subclase Arecidae de la clase Liliopsida [monocotiledóneas] con solamente una familia:
- Pandanaceae

En el Sistema Wettstein (1935) el orden está ubicado en la clase Monocotiledóneas y usaba una diferente circunscripción, incorporando:
- Pandanaceae
- Sparganiaceae
- Typhaceae

El Sistema Bentham & Hooker (1883) tiene un orden similar con el nombre Nudifloreae, incorporando:
- Pandaneae
- Cyclanthaceae
- Typhaceae
- Aroideae
- Lemnaceae

## Evolución
Las flores de los dos géneros de Triuridaceae están entre los fósiles conocidos de monocotiledóneas más antiguos, datados en 90 millones de años hasta el presente (Gandolfo et al. 2002).
El grupo troncal Pandanales está datado en cerca de 124 millones de años hasta el presente, el grupo corona Pandanales en cerca de 114 millones de años hasta el presente (Janssen y Bremer 2004), o quizás el grupo corona sea tan joven como de 50 millones de años (Bremer 2000).

## Importancia económica
Algunas especies en este orden producen cintas foliares usadas en  canastería; Pandanus (Pandanaceae) se usa en Oceanía inclusive como textil, y Carludovica palmata (Cyclanthaceae) sirve para hacer los sombreros Panamá.